# Rettungshaus (Lübeck)
Das Rettungshaus auf dem dritten Fischerbuden ist die Keimzelle des heutigen städtischen Kinder- und Jugendheims Wakenitzhof in Lübeck.

## Geschichte
Zu den zahlreichen in Lübeck vorhandenen privaten Wohltätigkeitsanstalten gehörte auch das Rettungshaus für Knaben aus zerrütteten Familienverhältnissen, die durch Kriminalität oder Asozialität auffällig geworden waren.
Bereits zu Beginn der 1840er Jahre wollte der zur Gesellschaft zur Beförderung gemeinnütziger Tätigkeit gehörende lübeckische Verein zur Fürsorge für entlassene Sträflinge und jugendliche Verirrte hier eine ähnliche Anstalt wie das Rauhe Haus in Hamburg ins Leben rufen. Wenn jugendliche Sünder rechtzeitig ihrem verführerischen Umfeld entzogen und in guten christliche Verhältnissen erzogen würden, so gerieten sie nicht auf Abwege. Außerdem war die Hamburger Anstalt zu jener Zeit bereits überfüllt und musste die Aufnahme von auswärts kommender Zöglinge ablehnen.
Ein im Juli 1843 von Wichern in der Katharinenkirche gehaltener Vortrag hätte schon zu jener Zeit beinahe zur Gründung des Rettungshauses geführt. Der Brand des St. Annen Armen- und Werkhauses und der erforderliche Neubau der Anstalt drängte die Angelegenheit in den Hintergrund.
Das Bedürfnis einer Besserungsanstalt für Jugendliche wuchs. Als Wichern im Herbst 1844 abermals in Lübeck war, gab er den Lübeckern praktische Ratschläge zur Gründung und Einrichtung einer solchen Anstalt. Als man nach längerem Suchen nach einem geeigneten Platz oder Lokal im lübeckischen Umfeld nach dem dritten Fischerbuden kam, sagte Wichern, nun suchen wir nicht weiter, „hier und nirgends anderswo muss das Rettungshaus stehen“. Mit Rücksicht auf die Abgeschlossenheit des Fischerbudens und des dazu gehörigen großen Areals stimmte man ihm zu.
Der Fischerbuden machte 1844 aber keinen vorteilhaften Eindruck. Das Fachwerkhaus, das zu Anfang des 19. Jahrhunderts in der Franzosenzeit eine Wirtschaft gewesen war und nun zwei Wohnungen von Tagelöhnerfamilien enthielt, war sehr verfallen, das Dach sehr schadhaft, und die zerbrochenen Fensterscheiben mit Papier verklebt oder mit Zeug zugestopft. Der krumme, holprige zum Anwesen führende Weg war mit Gras bewachsen, der Garten voller Unkraut und die Scheune stark einsturzgefährdet. Trotzdem wurde, nachdem die nötigen Mittel zusammengebracht waren, das Grundstück noch 1844 gekauft.
Der erste Vorstand des Rettungshauses bestand aus den Pastoren Johann Carl Lindenberg und Alexander Michelsen, den Oberappellationsgerichtsräten Overbeck, der bis zu seinem Tod 1846 auch den Vorsitz führte, und Pauli, sowie den Herren Classen, Grabau, Nölting und Zernitz.
Ein unerwartetes Hindernis brachte jedoch nochmals einen Aufschub. Die Central-Armen-Deputation regte an, dass der Staat eine „Besserungsanstalt für jugendliche Verirrte nach dem Muster des Rauhen Hauses zu Horn“ errichten möge. Würde der Staat dieser Anregung folgen, wäre die Gründung eines Rettungshauses von privater Seite natürlich überflüssig gewesen. Der Staat gab jedoch seinen eigenen Plan auf, und so wurde Ende des Jahres 1844 das Rettungshaus als milde Privatanstalt vom Senat bestätigt und der Central-Armen-Deputation unterstellt.
Nach der notdürftigen Herrichtung des Hauses auf dem Fischerbuden wurde das Rettungshaus, das für 12 Knaben eingerichtet war, am 28. April 1845 eröffnet. Als erster Hausvater wurde ein Diakon des Rauhen Hauses, der aus Rinteln stammende Friedrich Christian Kix (1815–1868) angestellt, der anfangs nur zwei Zöglinge hatte. Nach nur zwei Jahren erwies sich die Anstalt jedoch schon als zu klein und machte einen An- oder Neubau erforderlich. Da die Anstalt bei ihrer Eröffnung jedoch weder ein Betriebskapital noch Vermögen erhalten hatte, appellierte sie wieder an die Mildtätigkeit der Lübecker Bürger.
Nach Kix' Tod 1868 wurde der ebenfalls am Rauhen Haus ausgebildete Pädagoge Franz Carl Lichtwark (1828–1906), der Vater von Karl Lichtwark und Onkel von Alfred Lichtwark, sein Nachfolger. Wegen Lichtwarks Konzeption, das Haus als Arbeitsschule zu führen, kam es 1875 zum Zerwürfnis mit Wichern und dem Rauhen Haus.

### Altes Rettungshaus

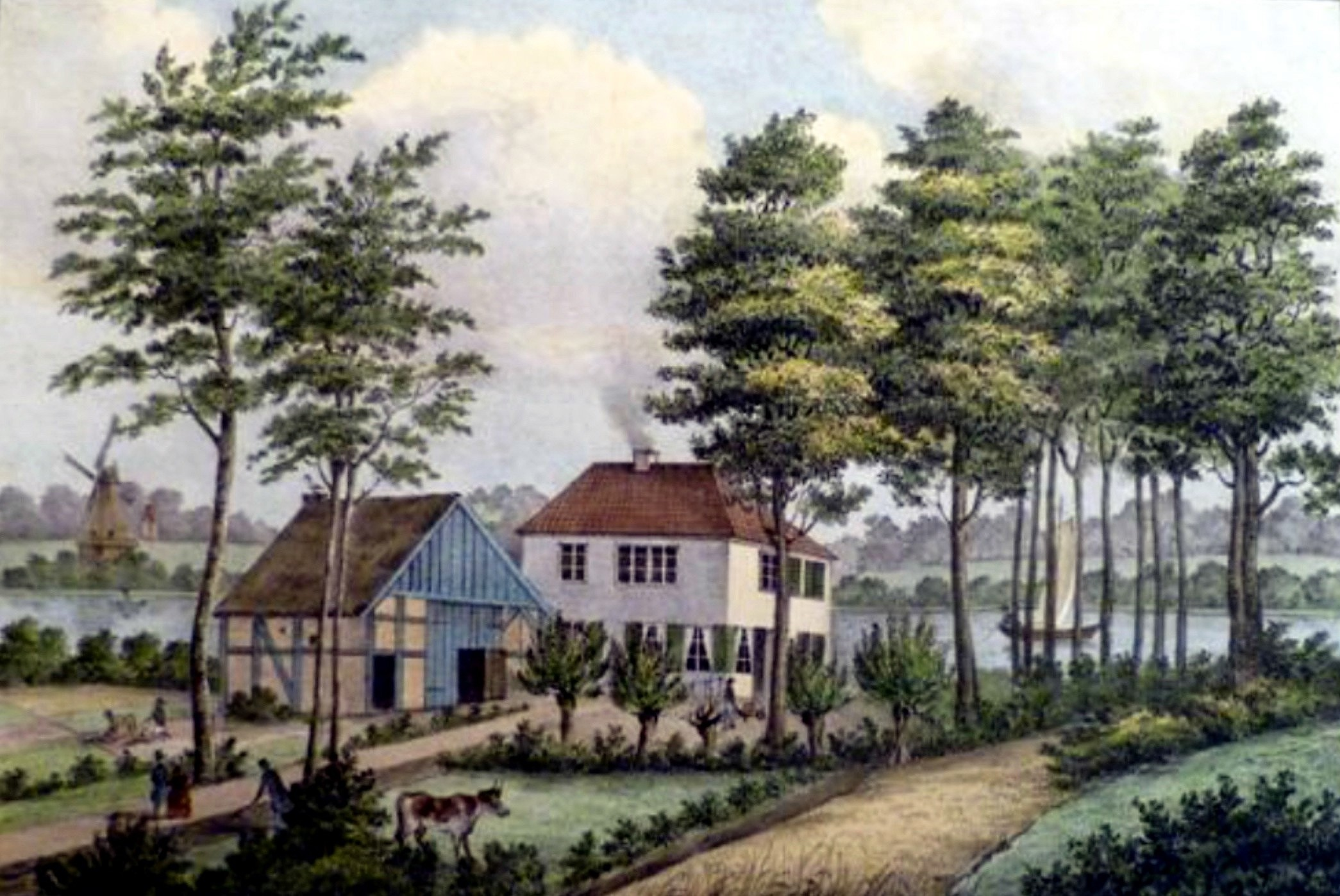
Altes Rettungshaus

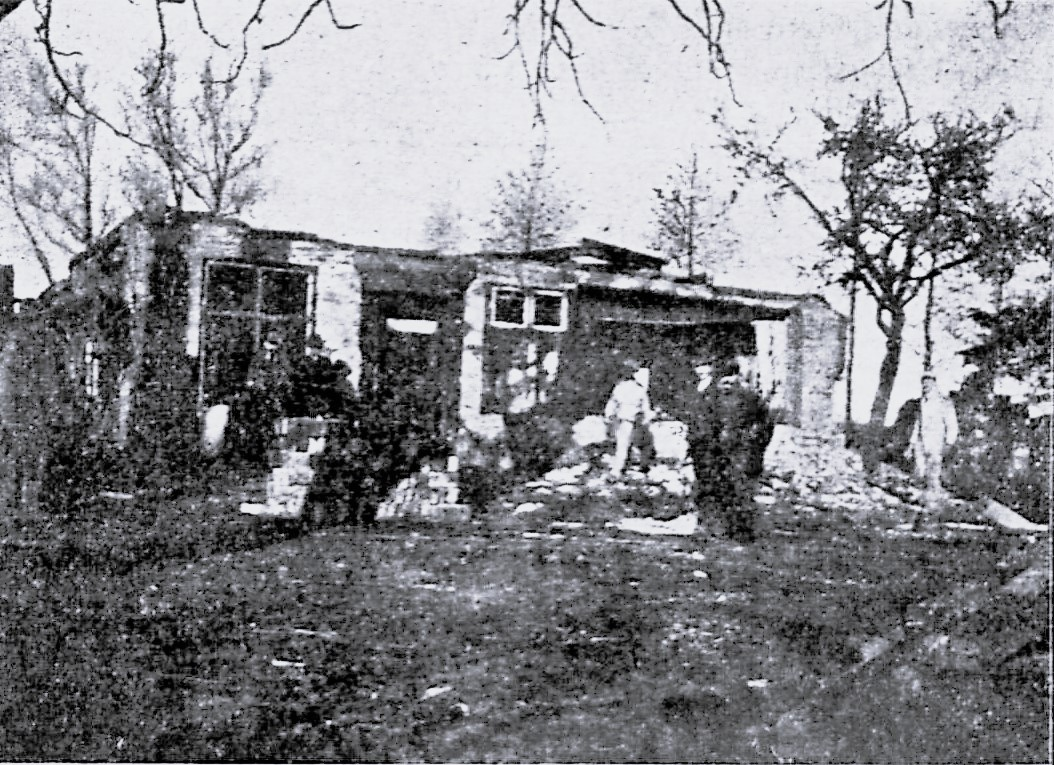
Abbruch des alten Wohnhauses

Da das Haus mit Rücksicht auf die Nähe zu Wakenitz eine sehr ungünstige Lage hatte, erbrachte der erlassene Aufruf unerwartete finanzielle Vorteile. Die für den Neubau des Rettungshauses in Aussicht genommenen Gelder wurden teils geschenkt und teils von Privatleuten und milden Stiftungen unverzinslich oder gegen niedrige Zinsen verliehen.
Im Sommer 1847 wurde das neue Anstaltsgebäude, das sogenannte Schulhaus, das auf einem höher gelegenen Platze zum Gut Stecknitz hin erbaut worden war, fertiggestellt und am 22. November 1847 eingeweiht. Es enthielt die Wohn- und Schlafräume der Knaben und Gehilfen, den Betsaal und die Werkstatt. Im alten Haus verblieben die Ökonomie die Wohnung des Hausvaters und der Speisesaal. In den Folgejahren entstanden weitere Nebengebäude der Anstalt.
Im Laufe des Bestehens der Anlage machten sich aufgrund der Entfernung zwischen dem Wohn- und Schulhaus manche Missstände bemerkbar. So wurde beispielsweise das Wohnhaus von Jahr zu Jahr baufälliger. In den letzten Jahren wurde erwogen, neben dem Schulhaus oder in Verbindung mit diesem ein neues Wohnhaus zu bauen. Bevor man jedoch einen Entschluss fassen konnte, brannte das Schulhaus am 21. Februar 1901 in Folge der Brandstiftung eines Zöglings ab.

### Neues Rettungshaus

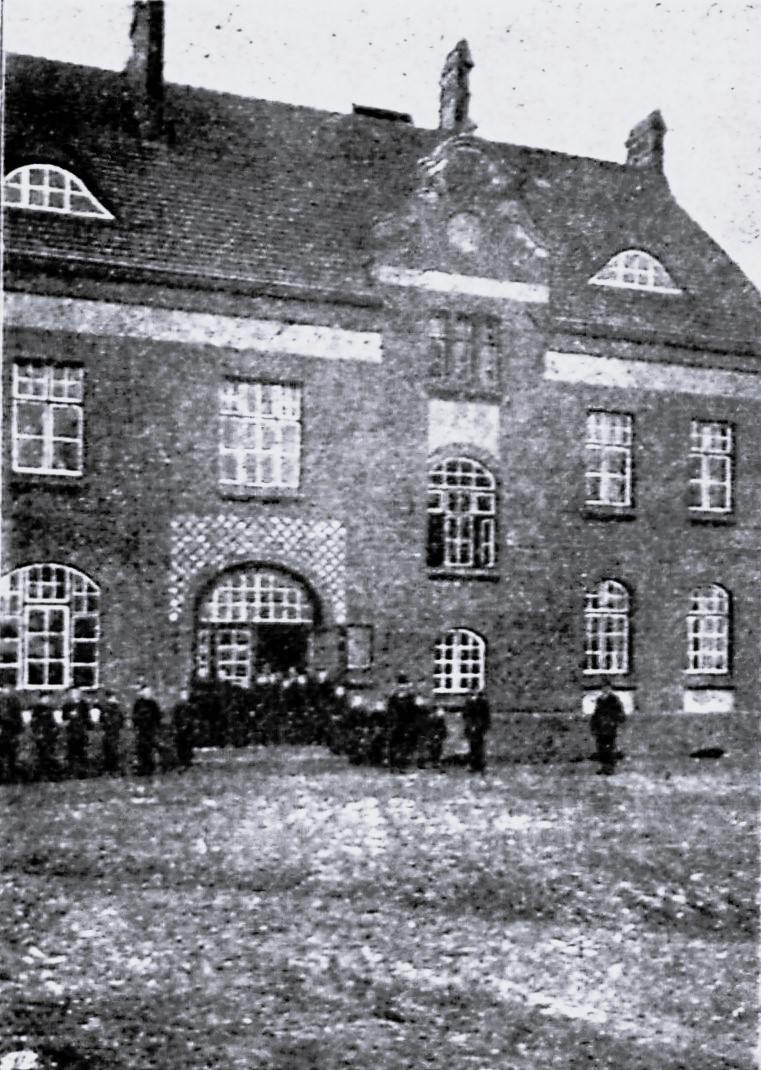
Neues Rettungshaus (1901)

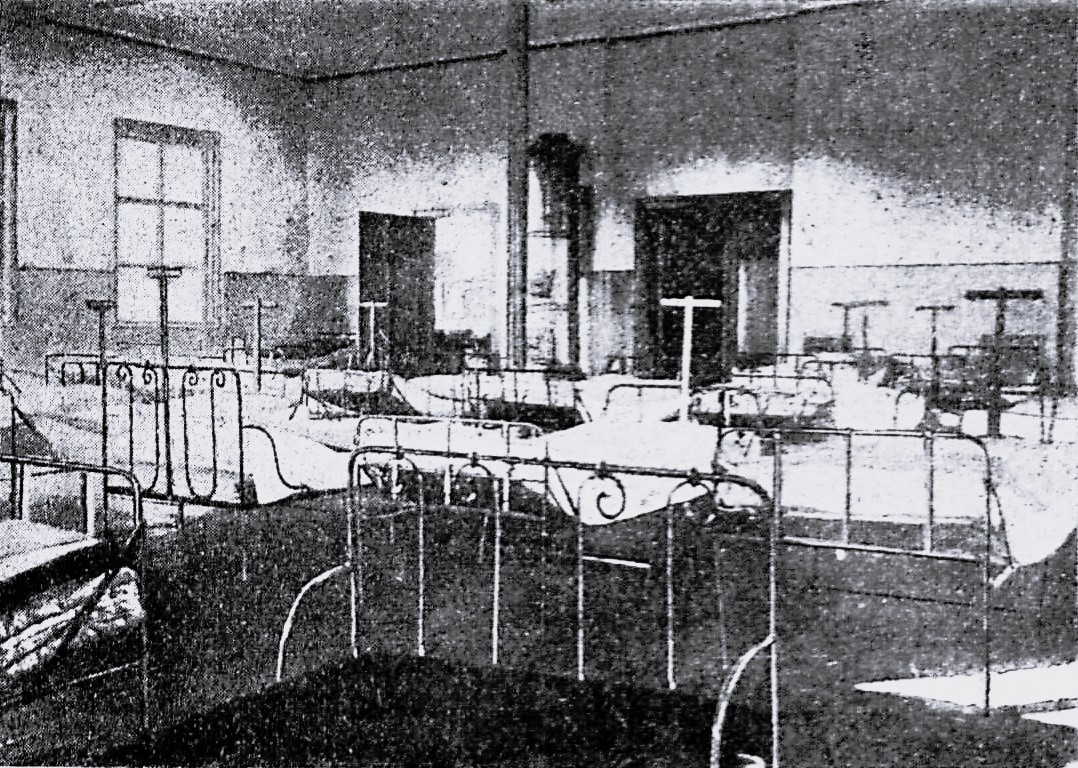
Schlafsaal (1901)

Im Hinblick auf die herrschenden Umstände konnte es sich hierbei jedoch nicht allein um den Neubau eines Schulhauses handeln, sondern um ein einheitliches ganzes Gebäude.
Das neue Anstaltsgebäude wurde an der Stelle erbaut, an der sich das alte Schulgebäude befand. Das weithin sichtbare rote Backsteingebäude liegt mit seiner Vorderseite nach Norden hin. Der ausgedehnte Garten lag vor dem Haus und an hatte einen prächtigen Blick auf die Wakenitz und Lübeck. Der westliche Flügel enthielt die Wohnung des Hausvaters. Betrat man durch den Haupteingang das Haus, so befand sich links des Flures ein Schulzimmer und das Speisezimmer. Beide Zimmer waren zudem durch eine Tür verbunden. Eine dritte Tür des Schulzimmers führte in einen kleinen Vorraum. Hier sollten die Kinder ihre Kopfbedeckungen ablegen. In dem Vorraum befanden sich zwei weitere Türen. Eine führte aus dem Haus raus, die andere in das hinter dem Speisezimmer an der Ostseite des Hauses gelegene Arbeitszimmer. An der südlichen Wand des Arbeitszimmers befand sich die Tür zum Karzer. Im Speisezimmer stand ein mit 15 Registern ausgestattetes Harmonium. An das Speisezimmer schloss sich die Küche an.
Om Flur führte eine steinerne Treppe in das erste Stockwerk. Über dem Schul- und Speisezimmer lag, die ganze Breite des Hauses einnehmend, der Schlafsaal. Die an der Nord-, Ost- und Südwand befindlichen Fenster ermöglichten die Lüftung und ein großer Ofen gewährleistete eine hinreichende Heizung. 1901 standen in dem Raum 25 Betten, es war aber die Unterbringung von bis zu 50 Betten vorgesehen. Die links vom Ofen befindliche Tür führte in den Waschraum. Neben Waschgeräten enthielt er auch eine beheizbare Badeeinrichtung. Auf der anderen Seite des Waschraumes befand sich ein weiteres Schlafzimmer für schwierigere Zöglinge. An jenes stieß das zukünftige Krankenzimmer. Rechts des Schlafsaales führte eine dritte Tür in das Wohnzimmer des Gehilfen des Hausvaters.
Eine Treppe führte vom ersten in den im Wesentlichen als Trockenboden vorgesehenen zweiten Stock. Des Weiteren befand sich dort in östlicher Richtung die Kleiderkammer für die Aufbewahrung der besseren Kleidungsstücke der Zöglinge. Von dort aus sah man im Hintergrunde die Ortschaften Wesloe, Brandenbaum und Herrnburg. Dieser Kammer gegenüber lag ein zur Wohnung des Hausvaters gehörender Raum. Diesen sollte er als Fremdenzimmer oder dergleichen nutzen.
Nachdem das neue Anstaltsgebäude der Benutzung übergeben worden war, wurde das nun überflüssige und nicht anderweitig nutzbare vorherige Wohnhaus im selben Jahr abgebrochen.
Am 25. Mai 1921 wurde die private Stiftung Rettungshaus auf dem Dritten Fischerbuden von der Freien und Hansestadt Lübeck übernommen und in die Staatliche Erziehungsanstalt Wakenitz unter Aufsicht des Jugendamtes umgewandelt.

### Volksschule
Die zunächst als Außenstelle der Klosterhof-Schule und anschließend der Kahlhorstschule geltende Volksschule Wakenitzhof wurde ab 1949 selbstständig. Der auf dem Gelände des Heims stattfindende Unterricht fand sowohl für dort lebende als auch aus den benachbarten Siedlungen Grönauer Baum, Siedlung Falkenhusen und Strecknitz kommende Schüler statt. Als die Anzahl der Schüler die Aufnahmefähigkeit der Schule überforderte, entstand ein Schulneubau am Grönauer Baum. Dieser wurde 1958 bezogen und die Volksschule auf dem Heimgelände geschlossen.